# Cleantis phryganea
Cleantis phryganea är en kräftdjursart som först beskrevs av Hale 1924.  Cleantis phryganea ingår i släktet Cleantis och familjen Holognathidae. Inga underarter finns listade i Catalogue of Life.